# High (James Blunt)
High este o melodie pop-rock scrisă de cântărețul britanic James Blunt și Ricky Ross (solista a trupei scoțiene Deacon Blue), care face parte din albumul Back to Bedlam (2004). Producția a fost realizată de Tom Rothrock și Jimmy Hogarth și a primit o recepție mixtă din partea criticilor de muzică. A fost lansată ca single în august 2004, fără a obține un impact major în topurile Marii Britanii. Cu toate acestea, după succesul melodiei "You're Beautiful" , "High", a fost lansat pentru a doua oară în 2005, ajungând în top-20 la nivel mondial.

## Track-listing
UK CD
1. High
2. Sugar-Coated

UK CD1 (re-issue)
1. High
2. In a Little While (Radio 1 Jo Whiley Session)

UK CD2 (re-issue)
1. High
2. You're Beautiful (US Radio Session)
3. High (CD-Rom Making Of Video)
4. High (CD-Rom Video)

UK 7" (re-issue)
1. High
2. Butterfly

## Clasament
| Clasament (2004)                  | Poziție vârf |
| --------------------------------- | ------------ |
| UK Top 75 Singles                 | 148          |
| Clasament (2005)                  | Poziție vârf |
| Italy Top 50 Singles              | 3            |
| Austria Top 75 Singles            | 13           |
| Switzerland Top 100 Singles       | 15           |
| UK Top 75 Singles                 | 16           |
| Ireland Top 50 Singles            | 18           |
| Czech IFPI Chart                  | 48           |
| World Chart Show                  | 28           |
| Clasament (2006)                  | Poziție vârf |
| Japan Tokio Hot 100               | 13           |
| U.S. Billboard Adult Top 40       | 13           |
| Germany Top 100 Singles           | 22           |
| Australia ARIA Top 50 Singles     | 42           |
| Brazil Hot 100 Singles            | 66           |
| U.S. Billboard Pop 100            | 92           |
| U.S. Billboard Hot 100            | 100          |
| U.S. Billboard Adult Top 40       | 13           |
| U.S. Billboard Adult Contemporary | 37           |